# La Gonâve
La Gonâve je ostrov v Gonâvském zálivu u západního pobřeží Haiti. Je po hlavním ostrově Hispaniola největším ostrovem země, má rozlohu 743 km². Žije na něm okolo sto třiceti tisíc obyvatel, z toho asi polovina v největším městě Anse-à-Galets na severovýchodním pobřeží. Tvoří samostatný arrondissement v rámci Západního departementu Haiti.
Pobřeží je lemováno korálovými útesy a mangrovy, vnitrozemí je kopcovité, nejvyšší bod dosahuje 778 metrů nad mořem. Ostrov je tvořen převážně vápencem, půda je neúrodná a zásoby pitné vody nedostatečné, problémem je masivní odlesňování. Životní úroveň je velmi nízká i na haitské poměry: říká se, že pokud je Haiti zapomenutou zemí, pak Gonâve je zapomenutou částí Haiti. Odlehlý a nehostinný ostrov ležel stranou zájmů kolonizátorů a stal se útočištěm pirátů a uprchlých otroků. V letech 1926 až 1929 byl faktickým vládcem ostrova americký námořník polského původu Faustin Wirkus, který se oženil s domorodou princeznou a byl zasvěcen do náboženství vúdú. Na ostrově existuje hnutí Mouvman Sendika Pou La Gonave, usilující o odtržení od Haiti. Zemětřesení na Haiti 2010 se ostrovu vyhnulo, jeho ekonomika však byla vážně poškozena přetržením kontaktů s pevninou a nutností postarat se o množství uprchlíků. Na Gonâve působí řada zahraničních dobročinných organizací, usilujících především o lepší zásobování vodou.
Cliff Richard nahrál v roce 1984 píseň "La Gonave", inspirovanou osobní návštěvou ostrova.